# Вайт, Розмари
Розмари Вайт (род. 9 августа 1986 года, Трелоуни, Ямайка) — ямайская легкоатлетка, бегунья на 400 метров, двукратный бронзовый призёр Олимпийских игр (2008, 2012), серебряный призёр чемпионата мира (2009) в эстафете 4х400 метров.

## Результаты
Лучшие результаты по годам и место в списке мирового сезона
| Год   | 2008  | 2009  | 2010  | 2011  | 2012  |
| ----- | ----- | ----- | ----- | ----- | ----- |
| 400 м | 50,05 | 51,55 | 50,67 | 49,84 | 50,08 |
| Место | 8     | 46    | 14    | 5     | 11    |